# Casselman
Casselman és una població dels Estats Units a l'estat de Pennsilvània. Segons el cens del 2000 tenia 99 habitants.

## Demografia
Segons el cens del 2000, Casselman tenia 99 habitants, 40 habitatges, i 33 famílies. La densitat de població era de 201,2 habitants per quilòmetre quadrat.
Dels 40 habitatges en un 37,5% hi vivien nens de menys de 18 anys, en un 70% hi vivien parelles casades, en un 7,5% dones solteres, i en un 17,5% no eren unitats familiars. En el 15% dels habitatges hi vivien persones soles el 15% de les quals corresponia a persones de 65 anys o més que vivien soles. El nombre mitjà de persones vivint en cada habitatge era de 2,48 i el nombre mitjà de persones que vivien en cada família era de 2,67.
Per edats la població es repartia de la següent manera: un 22,2% tenia menys de 18 anys, un 6,1% entre 18 i 24, un 31,3% entre 25 i 44, un 24,2% de 45 a 60 i un 16,2% 65 anys o més.
L'edat mediana era de 38 anys. Per cada 100 dones de 18 o més anys hi havia 97,4 homes.
La renda mediana per habitatge era de 30.000 $ i la renda mediana per família de 38.750 $. Els homes tenien una renda mediana de 26.563 $ mentre que les dones 41.250 $. La renda per capita de la població era de 13.543 $. Entorn del 14,7% de les famílies i el 15,2% de la població estaven per davall del llindar de pobresa.

## Poblacions més properes
El següent diagrama mostra les poblacions més properes.